# Lechfeld

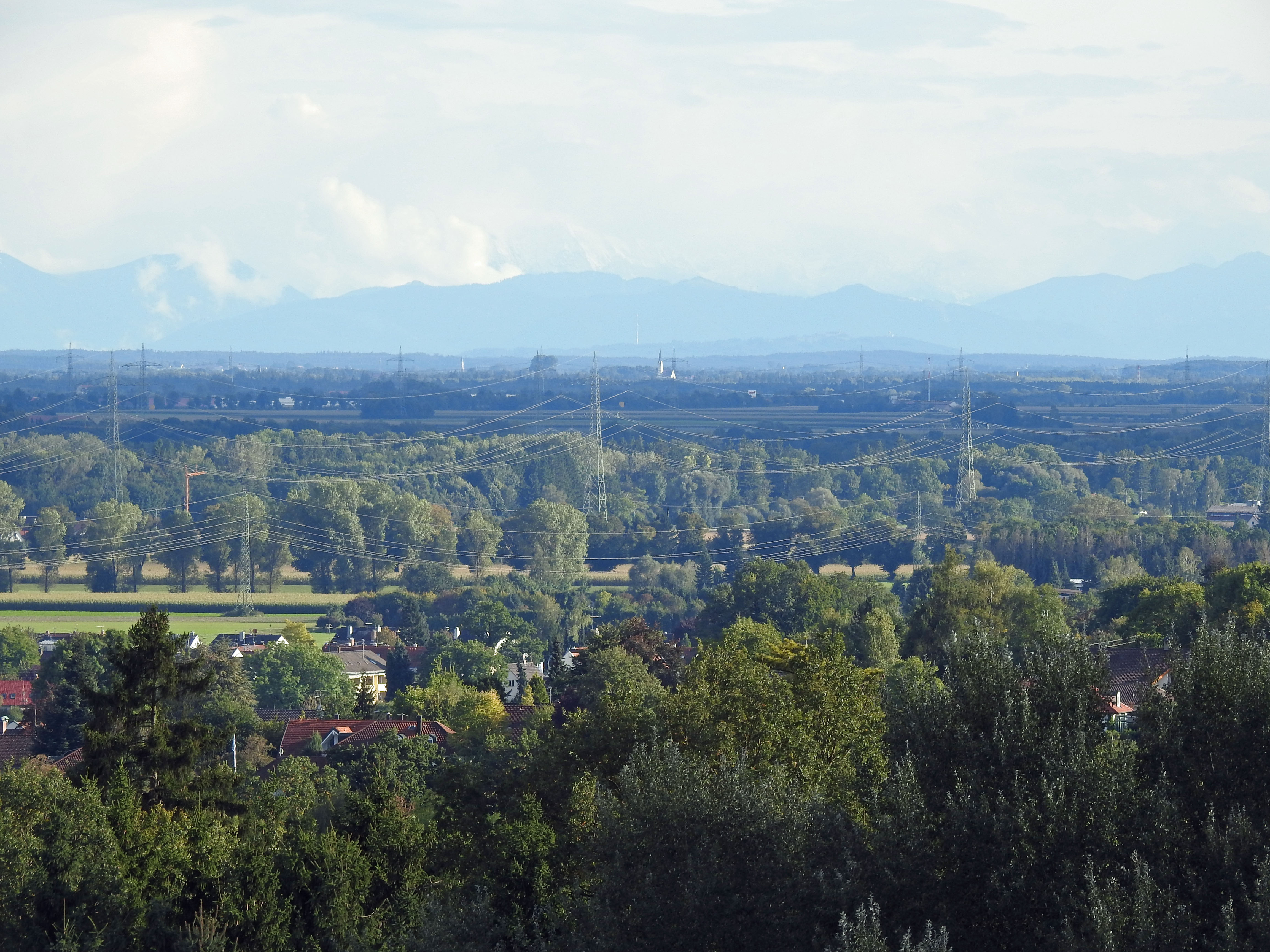
Blick von einem Hügel über die Ebene im Süden von Augsburg (vom Bismarckturm) bis zu den Voralpen

Das Lechfeld ist eine Schotterebene südlich von Augsburg, die aus Flussablagerungen der letzten Eiszeit entstand. Sie liegt zwischen den Alpenflüssen Lech und Wertach.

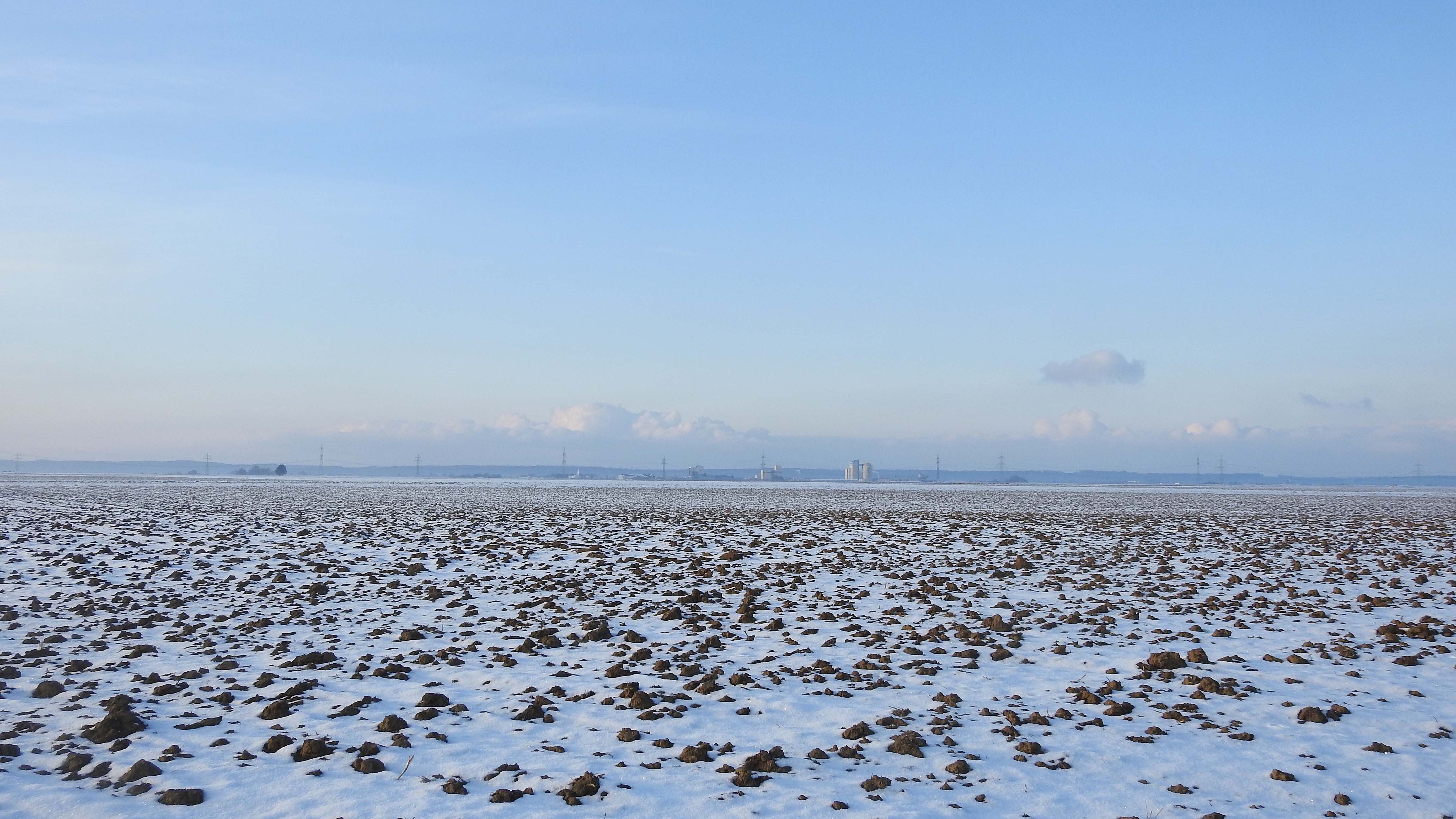
Weite Ebene: das Lechfeld südlich von Augsburg

## Naturraum
Im Flussbereich zwischen Landsberg am Lech und Augsburg sind noch seltene Lech-Urlandschaften erhalten geblieben. Die Einzelflächen unterschiedlicher Heiden und Trockenrasen werden unter dem Begriff Lechtalheiden zusammengefasst. Sie stellen nur noch 1 % der ursprünglichen Flächen dar und stehen unter strengem Naturschutz. Es handelt sich um einen der artenreichsten Lebensräume Mitteleuropas.

## Schlachten auf dem Lechfeld
Bekannt ist das Lechfeld wegen entscheidender Schlachten während der Ungarneinfälle. Nachdem am 22. Juni 910 die Ungarn ein fränkisches Heer unter Ludwig dem Kind auf dem Lechfeld besiegt hatten, brachte Otto I. den Ungarn am 10. August 955 in der Schlacht auf dem Lechfeld eine vernichtende Niederlage bei. Der Historiker Georg Kreuzer hat schon 1995 überzeugend herausgearbeitet, dass mit diesem Begriff nicht das heutige Lechfeld gemeint sein kann, sondern es sich um eine Gegend zwischen Augsburg und Günzburg (Reisensburg) handeln muss. Auch Charles R. Bowlus kommt zu der Ansicht, die Schlacht müsse westlich von Augsburg stattgefunden haben.
Das Lechfeld gehörte im Mittelalter zu den üblichen Versammlungsorten für Fürsten und Ritterheere vor Italienzügen, so im August 1220 vor dem Aufbruch zur Kaiserkrönung Friedrichs II.
Außerdem verlief auf dem Lechfeld seit römischer Zeit eine der Hauptverkehrsrouten zwischen Italien und Deutschland, die Via Claudia Augusta, auf deren Trasse die Bundesstraße 17 zwischen Augsburg und Schongau großteils heute noch verläuft. Aufgrund der Bedeutung dieser Straße wurde diese Landschaft, die sich vor der Angliederung an Bayern Anfang des 19. Jahrhunderts in den Händen des Hochstifts Augsburg befand, als „Straßvogtei“ bezeichnet. Als Straßvogtei wurde jedoch ursprünglich das Recht bezeichnet, für den Schutz der Straße entsprechende Gelder zu erheben. Dieses Recht befand sich in der Hand Welfs VI., eines Onkels Herzog Heinrichs des Löwen, bis dieser das Recht an Friedrich Barbarossa veräußerte.

## Heutiges Lechfeld
Seit 1912 besteht in Lagerlechfeld, einem Ortsteil der Gemeinden Graben und Untermeitingen, als Standort der Luftwaffe der Fliegerhorst Lechfeld – 1956 bis 2013 Heimat des Jagdbombergeschwaders 32, heute Ausweichflugplatz für das Taktische Luftwaffengeschwader 74. Zwischen 1942 und 1943 wurden auf dem Lechfeld u. a. Testflüge des raketenbetriebenen Abfangjägers Messerschmitt Me 163 Komet geflogen.